# Высокоимпедансное состояние
Высокоимпедансное состояние, высокоомное состояние, Z-состояние или состояние «Выключено» — состояние выхода цифровой микросхемы при котором он «отключается» от сигнальной шины к которой подключены несколько передатчиков сигналов. Таким образом, сопротивление между её внутренней схемой, формирующей выходной сигнал, и внешней схемой очень большое. Вывод микросхемы, переведённый в состояние «Выключено», ведёт себя как не подключённый к ней. Внешние устройства (микросхемы), подключенные к этому выводу, могут изменять напряжение на нём по своему усмотрению (в некоторых рамках), не влияя на работу микросхемы. И наоборот — схема не мешает внешним устройствам менять напряжение на выводе микросхемы.
Устройство, реализующее тристабильную логику для подключения к шине называется шинный формирователь или шинный буфер. Физически реализуется закрытым транзистором, работающим в ключевом режиме.

## Потребность
В цифровой электронике существуют понятия «логическая единица» (вывод присоединён к источнику питания и может выдавать в нагрузку большой ток) и «логический ноль» (вывод присоединён к общему выводу схемы, и также выдерживает высокие токи). Но такие выходы нельзя объединять: если на одном будет 1, а на другом 0, возникает короткое замыкание, чреватое выгоранием выходных транзисторов.

Схема инвертора с тремя состояниями

Поэтому, чтобы можно было организовывать соединение типа «шина», было введено третье «высокоимпедансное состояние», когда дополнительный ключ просто отключает выход и он «повисает в воздухе» — соединяется с остальной схемой через высокое сопротивление (импеданс) закрытого транзистора. Такой выход не влияет на подключённую к нему внешнюю цепь схемы, следовательно к одной цепи схемы можно подключать несколько выходов микросхем, нужно только следить, чтобы в каждый момент времени только один был активным, а остальные в высокоимпедансном состоянии. Такое соединение называют «шиной».
Близкими свойствами обладает выход «открытый коллектор», но он имеет ряд недостатков, например требует применения подтягивающего резистора, который уменьшает крутизну фронта импульса.

## Применение
Состояние «Выключено» применяется, когда устройству приходится временно отключаться от шины — например, в программаторах, мультиплексорах, многоточечных интерфейсах передачи данных наподобие JTAG, I²C или USB, и т. д.
Например, в интерфейсе SPI сигнал CS (SS) задаёт выбор периферийного устройства (микросхемы), его выход MISO будет находиться в состоянии «Выключено» до тех пор, пока на выводе CS (SS) будет присутствовать низкий уровень.